# ヴィヴェーカーナンダ大学
ヴィヴェーカーナンダ大学 (Vivekananda College) は、インドのタミル・ナードゥ州チェンナイにあるマドラス大学のカレッジである。文学、理学、商学などの教育が中心的である。学部、修士、博士の課程を開設している。
教育は英語で行なわれ、男子学生のみを受け入れている男子大学である。1974年からは夜間の課程も開設している。2004年度にはマドラス大学のもとで独自の組織を有することになった。

## 沿革
ヴィヴェーカーナンダ大学は、当時有名な弁護士であったM・スッバラーヤ・アイヤルを中心とした慈善家と教育家の団体によって、1947年に創立された。ヴィヴェーカーナンダに因んで命名されている。1947年から1960年までは、スッバラーヤ・アイヤルが学長を務めた。
その後ヴィヴェーカーナンダ大学は、ラーマクリシュナ・ミッションの管理下に委ねられ、名称もラーマクリシュナ・ミッション・ヴィヴェーカーナンダ大学 (Ramakrisha Mission Vivekananda College) と改められた。